# Pardal-de-sobrancelhas
Pardal-de-sobrancelha ou pardal-de-sobrancelha-branca (nome científico: Gymnoris superciliaris, antiga nomenclatura: Petronia superciliaris) é uma espécie de ave da família Passeridae.
Pode ser encontrada nos seguintes países: Angola, Botswana, Burundi, República do Congo, República Democrática do Congo, Gabão, Malawi, Moçambique, Namíbia, África do Sul, Essuatíni, Tanzânia, Zâmbia e Zimbabwe.
Os seus habitats naturais são: florestas secas tropicais ou subtropicais , savanas áridas e matagal árido tropical ou subtropical.